# 卡斯滕·邦克
卡斯滕·邦克（德語：Carsten Bunk，1960年2月29日—），德国男子赛艇运动员。他曾代表东德参加1980年夏季奥林匹克运动会赛艇比赛，联同弗兰克·敦德尔、乌韦·黑普纳和马丁·温特获得男子四人双桨金牌。